# Kevin Coyne
Kevin Coyne (Derby, 27 gennaio 1944 – Norimberga, 2 dicembre 2004) è stato un cantante, compositore, scrittore e pittore inglese.
Sono notevoli il suo stile compositivo non convenzionale influenzato dal blues, le sue particolari doti vocali e i suoi coraggiosi punti di vista non ortodossi riguardo ai problemi sulla salute mentale, come si evince dai testi delle sue canzoni.
Molti musicisti influenti si sono dichiarati fan di Coyne, fra questi, Sting e John Lydon. Il disc jockey della BBC Andy Kershaw ha descritto Coyne come "una delle più grandi voci del blues britannico".
È stato inserito fra le sessanta Leggende sconosciute del Rock'n'Roll nell'omonimo saggio di Richie Unterberger. 

## Discografia

### Album
- 1969 - Siren
- 1971 - Strange Locomotion
- 1972 - Case History
- 1973 - Marjory Razorblade
- 1974 - Blame It on the Night
- 1975 - Matching Head and Feet
- 1976 - Let's Have a Party
- 1976 - Heartburn
- 1977 - In Living Black and White
- 1977 - Beautiful Extremes
- 1978 - Dynamite Daze
- 1979 - Millionaires and Teddy Bears
- 1979 - Babble - Songs for Lonely Lovers
- 1980 - Bursting Bubbles
- 1980 - Sanity Stomp (con Robert Wyatt)
- 1981 - The Dandelion Years
- 1981 - Pointing the Finger
- 1981 - Live in Berlin
- 1982 - Politicz
- 1983 - Beautiful Extremes et cetera
- 1984 - Legless in Manila
- 1985 - Rough
- 1987 - Stumbling on to Paradise
- 1989 - Everybody's Naked
- 1990 - Romance - Romance
- 1991 - Peel Sessions
- 1991 - Wild Tiger Love
- 1992 - Burning Head
- 1993 - Tough and Sweet
- 1994 - Sign of the Times
- 1994 - Elvira: Songs from the Archives 1979- 83
- 1994 - Rabbits  (materiale del 1969/70)
- 1994 - Let's Do It  (materiale del 1969/1970)
- 1995 - The Club Rondo  (materiale del 1969/1971)
- 1995 - The Adventures of Crazy Frank
- 1997 - Knocking on Your Brain
- 1997 - Live Rough and More
- 2000 - Bittersweet Lovesongs
- 2000 - Sugar Candy Taxi
- 2000 - Room Full of Fools
- 2002 - Life is Almost Wonderful (con Brendan Croker)
- 2002 - Carnival
- 2004 - Donut City
- 2005 - One Day in Chicago (con Jon Langford)
- 2006 - Underground
- 2008 - On Air (Live at Radio Bremen, 18 August 1975)
- 2010 - I Want My Crown: the Anthology

## Opere
- 1990 - The Party Dress
- 1992 - Paradise (in tedesco)
- 1993 - Show Business
- 1993 - Tagebuch eines Teddybären (in tedesco)
- 2000 - Ich, Elvis und Die Anderen (in tedesco)
- 2005 - That Old Suburban Angst